# Krępa (województwo zachodniopomorskie)
Krępa – wieś w Polsce położona w województwie zachodniopomorskim, w powiecie koszalińskim, w gminie Bobolice.
Według danych z 1 stycznia 2011 roku wieś liczyła 201 mieszkańców.
W latach 1946–54  siedziba gminy Krępa.

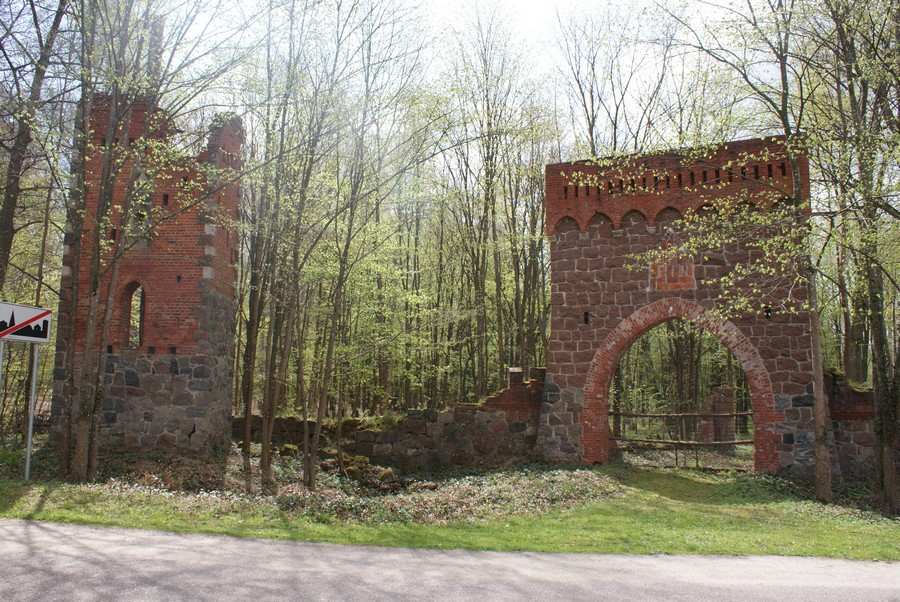
pozostałość bramy wjazdowej na teren nieistniejącego już założenia pałacowego

## Zabytki
- park pałacowy, z drugiej połowy XIX, nr rej.: 1033 z 13.06.1978, pozostałość po pałacu (w ruinie)
- most kolejowy na rz. Bielica, 1905, nr rej.: A-50 z 27.07.2000, zob. Koszalin, zespół kolejki wąskotorowej

inne
- kaplica grobowa, obecnie kościół filialny pw. Trójcy Świętej w parafii Zegrze Pomorskie (11 km)